# 中井卓大
中井 卓大（なかい たくひろ、2003年10月24日 - ）は、滋賀県大津市出身のプロサッカー選手。ポジションはミッドフィールダー。
レアル・マドリードの下部組織で、史上初の日本人合格者。

## 来歴

### クラブ

#### レアル・マドリード
地元滋賀県にある少年サッカーチームのアズーフットボールクラブに入団。レアル・マドリード主催のファンデーションキャンプに参加し、日本人初となる育成組織、カンテラに合格、正式に加入を発表した。
2020年10月12日、トップチームの負傷者続出に伴い、アカデミーから中井卓大を含む複数の選手がトップチームの練習に参加。
2021年、本来のフベニールB（17歳）から飛び級となるフベニールA（19歳以下）でプレーし、背番号9番を付け、新年最初の試合のロス・ジェベネス戦でゴールを決めた。7月31日、柴崎岳が所属するCDレガネスとレアル・マドリード・カスティージャとの親善試合でベンチ入りし、77分に途中出場してカスティージャデビューを果たした。その後、カスティージャでは公式戦3試合でベンチ入りを果たしたが出場は無かった。9月28日、フベニールAにてUEFAユースリーグ第2節のFCシェリフ・ティラスポリとの試合で欧州リーグデビューを果たした。
2022年2月24日、自身のSNSを通じてレアル・マドリードと2025年までの契約延長を発表した。
7月13日、楽天グループとマネージメント契約を結んだことを発表した。
2022-23シーズンからはレアル・マドリードのリザーブチームであるレアル・マドリード・カスティージャでプレーする。9月25日のCDバダホス戦でBチームデビューを果たした。

#### CFラージョ・マハダオンダ
2023年8月16日、スペイン3部のCFラージョ・マハダオンダへレンタル移籍。

#### レアル・マドリードに復帰
2024年5月31日、移籍元のレアル・マドリードへ復帰することが発表された。

#### SDアモレビエタ
2024年7月18日、スペイン3部のSDアモレビエタへ1年間の期限付き移籍することが発表された。

#### ラージョ・カンタブリア
2025年2月4日、SDアモレビエタとの契約を打ち切り、ラシン・サンタンデールのリザーブチームであるスペイン4部のラージョ・カンタブリアへシーズン終了までの期限付き移籍で加入した。

### 代表
2018年10月、U-15日本代表のフランス遠征メンバーに初招集された。

## 人物
- ジュビロ磐田に在籍している古川陽介(現グールニク・ザブジェ)とはAZUL FOOTBALL CLUB時代のチームメイトであり、幼馴染である。
- アレビンAに所属していた当時11歳の中井が、練習場を訪れたトップチーム所属のブラジル代表DFマルセロの前で、両足でタッチしながらの小刻みな後ろ向きドリブルを見せると、マルセロも思わず驚愕の表情を浮かべた。この動画が拡散されると、中井の存在は日本の多くのサッカーファンに知れ渡った[18]。

- 2020年、イギリス紙ガーディアンにより「世界で最も才能のある若手選手60名」（2003年生まれのサッカー選手を対象）に選出された。記事では、中井のプレーヤーとしてテクニック、ボールキープ力、視野の広さなどが高く評価されており、クラブのレジェンドであるラウールが率いる19歳以下チームに飛び級で呼ばれ、チーム最年少となる16歳で2019-20シーズンのUEFAユースリーグのメンバーに登録されたことも紹介されている[19]。

## 個人成績
| 国内大会個人成績 | 国内大会個人成績 | 国内大会個人成績 | 国内大会個人成績           | 国内大会個人成績 | 国内大会個人成績 | 国内大会個人成績 | 国内大会個人成績 | 国内大会個人成績 | 国内大会個人成績 | 国内大会個人成績 | 国内大会個人成績 |
| 年度             | クラブ           | 背番号           | リーグ                     | リーグ戦         | リーグ戦         | リーグ杯         | リーグ杯         | オープン杯       | オープン杯       | 期間通算         | 期間通算         |
| 年度             | クラブ           | 背番号           | リーグ                     | 出場             | 得点             | 出場             | 得点             | 出場             | 得点             | 出場             | 得点             |
| スペイン         | スペイン         | スペイン         | スペイン                   | リーグ戦         | リーグ戦         | 国王杯           | 国王杯           | オープン杯       | オープン杯       | 期間通算         | 期間通算         |
| ---------------- | ---------------- | ---------------- | -------------------------- | ---------------- | ---------------- | ---------------- | ---------------- | ---------------- | ---------------- | ---------------- | ---------------- |
| 2021-22          | RMカスティージャ | 26               | プリメーラ・フェデラシオン | 0                | 0                | -                | -                | -                | -                | 0                | 0                |
| 2022-23          | RMカスティージャ | 16               | プリメーラ・フェデラシオン | 2                | 0                | -                | -                | -                | -                | 2                | 0                |
| 2023-24          | マハダオンダ     | 16               | プリメーラ・フェデラシオン | 18               | 0                | 0                | 0                | -                | -                | 18               | 0                |
| 2024-25          | アモレビエタ     | 6                | プリメーラ・フェデラシオン | 11               | 0                | 0                | 0                | -                | -                | 11               | 0                |
| 2024-25          | カンタブリア     | 8                | セグンダ・フェデラシオン   | 7                | 0                | 0                | 0                | -                | -                | 7                | 0                |
| 通算             | スペイン         | スペイン         | プリメーラ・フェデラシオン | 31               | 0                | 0                | 0                | -                | -                | 31               | 0                |
| 通算             | スペイン         | スペイン         | セクンダ・フェデラシオン   | 7                | 0                | 0                | 0                | -                | -                | 7                | 0                |

## タイトル
レアル・マドリードU-19
- コパ・デル・レイ・フベニール（2021-22）

## 代表歴
- U-15日本代表
  - フランス遠征（2018年）
- U-19日本代表
  - スペイン遠征（2022年）